# 相量

串联RLC电路及其各自的相量图

物理和工程領域中，常會使用到正弦信號（例如交流電路分析），这时可以使用相量来简化分析。相量（英語：phasor）是振幅（A）、相位（θ）和频率（ω）均为非時變的正弦波的一个复数，是更一般的概念解析表示法的一个特例。而将正弦信号用複数表示後进行电路分析的方法称为相量法，而在相量图中利用向量表示正弦交流电的图解法称为向量图法。相量法可以将这几个参数的相互依赖性降低，使这3个参数相互独立，这样就能简化特定的计算。Phasor是Phase Vector的混成詞。Phasor也被称作複振幅，在比較古老的英文工程文獻當中，也常被寫作sinor，甚至写作complexor。
参数中的频率参数对正弦波的线性组合的所有分量都一样，若利用相量法将这一因子提取出来，留下的只是振幅和相位信息的代数组合而不是三角函数的组合。同样，线性微分方程的求解也可以通过相量法简化为代数运算。不过因为要提取频率，所以只有同频率的正弦量才能进行相量运算。由此可知，相量是一種簡化的表示方法，紀錄一正弦波的振幅和相位資訊。因此，相量一般指振幅和相位部分。
忽略一些数学细节，相量变换也可以看作是拉普拉斯变换的特定情况，该变换还能同时导出RLC电路的瞬态响应。然而拉普拉斯变换在数学上应用较为困难，因而在只需要进行稳态分析时没有必要使用。

## 定义

正弦波可视为旋转矢量

通過欧拉公式，我們可以將正弦信號表示為二複數函数項的和：
{\displaystyle A\cdot \cos(\omega t+\theta )={\frac {A\cdot e^{j(\omega t+\theta )}}{2}}+{\frac {A\cdot e^{-j(\omega t+\theta )}}{2}}}，
（其中A和θ分別表波的振幅以及相位，而其頻率f則定義為{\displaystyle {\frac {\omega }{2\pi }}}。）
也可單用實部表示：
{\displaystyle {\begin{aligned}A\cdot \cos(\omega t+\theta )&=\operatorname {Re} \left\{A\cdot e^{j(\omega t+\theta )}\right\}\\&=\operatorname {Re} \left\{Ae^{j\theta }\cdot e^{j\omega t}\right\}\\\end{aligned}}}
或可單用虚部表示：
{\displaystyle {\begin{aligned}A\cdot \cos(\omega t+\theta )&=A\cdot \sin(\omega t+\theta +{\frac {\pi }{2}})\\&=\operatorname {Im} \left\{A\cdot e^{j(\omega t+\theta +{\tfrac {\pi }{2}})}\right\}\\&=\operatorname {Im} \left\{Ae^{j(\theta +{\tfrac {\pi }{2}})}\cdot e^{j\omega t}\right\}\end{aligned}}}
更進一步，若所分析電路為線性，由於訊號源只為單一固定頻率ω而不產生其他雜項（例如諧波），因此可以只取其複數的常數部分{\displaystyle Ae^{j\theta }\,}，一般把這部分定義為相量。我們也可以用另一種更精簡的极坐标形式表示：{\displaystyle A\angle \theta \,}。
在電機工程領域當中，相角通常是以度來定義，而非弧度；振幅大小則通常是以方均根定義，而非峰－峰值。
正弦波可以被理解成複平面上的旋转矢量在实轴上的投影。这一矢量的模是振动的幅度，而矢量的幅角是总相位{\displaystyle \omega t+\theta }。相位常数{\displaystyle \theta }代表複矢量於{\displaystyle t=0}时刻与实轴的夹角。

## 运算法则

### 与常数（标量）相乘
相量{\displaystyle Ae^{j\theta }e^{j\omega t}\,}与複常数{\displaystyle Be^{j\phi }\,}的乘积也是一个相量，这意味着相量乘法只会改变正弦波的振幅和相位：
{\displaystyle {\begin{aligned}\operatorname {Re} \{(Ae^{j\theta }\cdot Be^{j\phi })\cdot e^{j\omega t}\}&=\operatorname {Re} \{(ABe^{j(\theta +\phi )})\cdot e^{j\omega t}\}\\&=AB\cos(\omega t+(\theta +\phi ))\end{aligned}}}
在电子学中，{\displaystyle Be^{j\phi }\,}是独立於时间的阻抗，且并不是另一相量的简短记法。 阻抗乘以相量电流可得到相量电压。但2个相量相乘或相量乘方运算的结果表示2个正弦波的乘积，这种运算是非线性运算，会产生新的频率分量。相量记法只能表示同一频率的系统，例如正弦波模拟的线性系统。

### 微分和积分
一个相量的时间导数或积分可以产生另一个相量，例如：
{\displaystyle {\begin{aligned}\operatorname {Re} \left\{{\frac {d}{dt}}(Ae^{j\theta }\cdot e^{j\omega t})\right\}&=\operatorname {Re} \{Ae^{j\theta }\cdot j\omega e^{j\omega t}\}\\&=\operatorname {Re} \{Ae^{j\theta }\cdot e^{j{\tfrac {\pi }{2}}}\omega e^{j\omega t}\}\\&=\operatorname {Re} \{\omega Ae^{j(\theta +{\tfrac {\pi }{2}})}\cdot e^{j\omega t}\}\\&=\omega A\cdot \cos(\omega t+\theta +{\frac {\pi }{2}})\end{aligned}}}
因此在相量表示法中，正弦波的时间导数仅需要与常数{\displaystyle j\omega =(e^{j{\tfrac {\pi }{2}}}\cdot \omega )\,}相乘就能得到；同样，对相量进行积分运算也只需要乘以常数{\displaystyle {\frac {1}{j\omega }}={\frac {e^{-j{\tfrac {\pi }{2}}}}{\omega }}\,}就能得到；不论是微分还是积分运算，时间变量因子{\displaystyle e^{j\omega t}\,}均不受影响。当利用相量法求解线性微分方程时，我们只需要将方程中全部项中的因子{\displaystyle e^{j\omega t}\,}提取出来後，计算完成後将这一因子重新引入答案中，就可完成全部求解。例如，求解RC电路中电容上的电压，可建立下列微分方程：
{\displaystyle {\frac {d\ v_{C}(t)}{dt}}+{\frac {1}{RC}}v_{C}(t)={\frac {1}{RC}}v_{S}(t)}
当电路中的电压源是正弦变化时：
{\displaystyle v_{S}(t)=V_{P}\cdot \cos(\omega t+\theta ),\,}
可以代换成如下方程：
{\displaystyle {\begin{aligned}v_{S}(t)&=\operatorname {Re} \{V_{s}\cdot e^{j\omega t}\}\\\end{aligned}}}
{\displaystyle v_{C}(t)=\operatorname {Re} \{V_{c}\cdot e^{j\omega t}\},}
其中相量{\displaystyle V_{s}=V_{P}e^{j\theta },\,}，相量{\displaystyle V_{c}\,}是需要求取的未知量。
利用相量的简短记法，微分方程可化简为：
{\displaystyle j\omega V_{c}+{\frac {1}{RC}}V_{c}={\frac {1}{RC}}V_{s}}
解得相量电容电压为：
{\displaystyle V_{c}={\frac {1}{1+j\omega RC}}\cdot (V_{s})={\frac {1-j\omega RC}{1+(\omega RC)^{2}}}\cdot (V_{P}e^{j\theta })\,}
如上所示，结果为一个因子与{\displaystyle V_{s}\,}的乘积，这代表了关联於{\displaystyle V_{P}\,}和{\displaystyle \theta \,}的{\displaystyle v_{C}(t)\,}的幅值和相位的不同之处。
用极坐标形式表示，则结果为：
{\displaystyle {\frac {1}{\sqrt {1+(\omega RC)^{2}}}}\cdot e^{-j\phi (\omega )}\,}，其中{\displaystyle \phi (\omega )=\arctan(\omega RC)\,}。（简化的极坐标形式为：{\displaystyle {\frac {1}{\sqrt {1+(\omega RC)^{2}}}}\angle -\arctan(\omega RC)}）
因此得到电容电压为：
{\displaystyle v_{C}(t)={\frac {1}{\sqrt {1+(\omega RC)^{2}}}}\cdot V_{P}\cos(\omega t+\theta -\phi (\omega ))}

### 加法

相量的和是由旋转矢量进行合成得到的

多个相量相加可以得到另一个相量，因为同频率的正弦波相加可得到频率相同的合成正弦波：
{\displaystyle {\begin{aligned}A_{1}\cos(\omega t+\theta _{1})+A_{2}\cos(\omega t+\theta _{2})&=\operatorname {Re} \{A_{1}e^{j\theta _{1}}e^{j\omega t}\}+\operatorname {Re} \{A_{2}e^{j\theta _{2}}e^{j\omega t}\}\\&=\operatorname {Re} \{A_{1}e^{j\theta _{1}}e^{j\omega t}+A_{2}e^{j\theta _{2}}e^{j\omega t}\}\\&=\operatorname {Re} \{(A_{1}e^{j\theta _{1}}+A_{2}e^{j\theta _{2}})e^{j\omega t}\}\\&=\operatorname {Re} \{(A_{3}e^{j\theta _{3}})e^{j\omega t}\}\\&=A_{3}\cos(\omega t+\theta _{3}),\end{aligned}}}
其中：
{\displaystyle A_{3}^{2}=(A_{1}\cos {\theta _{1}}+A_{2}\cos {\theta _{2}})^{2}+(A_{1}\sin {\theta _{1}}+A_{2}\sin {\theta _{2}})^{2},}
{\displaystyle \theta _{3}=\arctan {\left({\frac {A_{1}\sin {\theta _{1}}+A_{2}\sin {\theta _{2}}}{A_{1}\cos {\theta _{1}}+A_{2}\cos {\theta _{2}}}}\right)},}
由複平面上的餘弦定理或角的和差恒等式也可得到相同结果：
{\displaystyle A_{3}^{2}=A_{1}^{2}+A_{2}^{2}-2A_{1}A_{2}\cos(180^{\circ }-\Delta \theta ),=A_{1}^{2}+A_{2}^{2}+2A_{1}A_{2}\cos(\Delta \theta ),}
其中{\displaystyle \Delta \theta =\theta _{1}-\theta _{2}}。
这种计算方法的关键是A3和θ3 并不取决於ω或t，因为在这种情况下才可以使用相量法。方程中的时间和频率因子可以在计算时去掉，在相量运算完成後的结果中乘以这一因子即可。若使用极坐标表示法，运算的形式则为：
{\displaystyle A_{1}\angle \theta _{1}+A_{2}\angle \theta _{2}=A_{3}\angle \theta _{3}.}
另外一个考虑问题的角度是将加法运算视为[A1 cos(ωt+θ1), A1 sin(ωt+θ1)]与[A2 cos(ωt+θ2), A2 sin(ωt+θ2)]的矢量和，最终得到矢量[A3 cos(ωt+θ3), A3 sin(ωt+θ3)]，如上图所示。

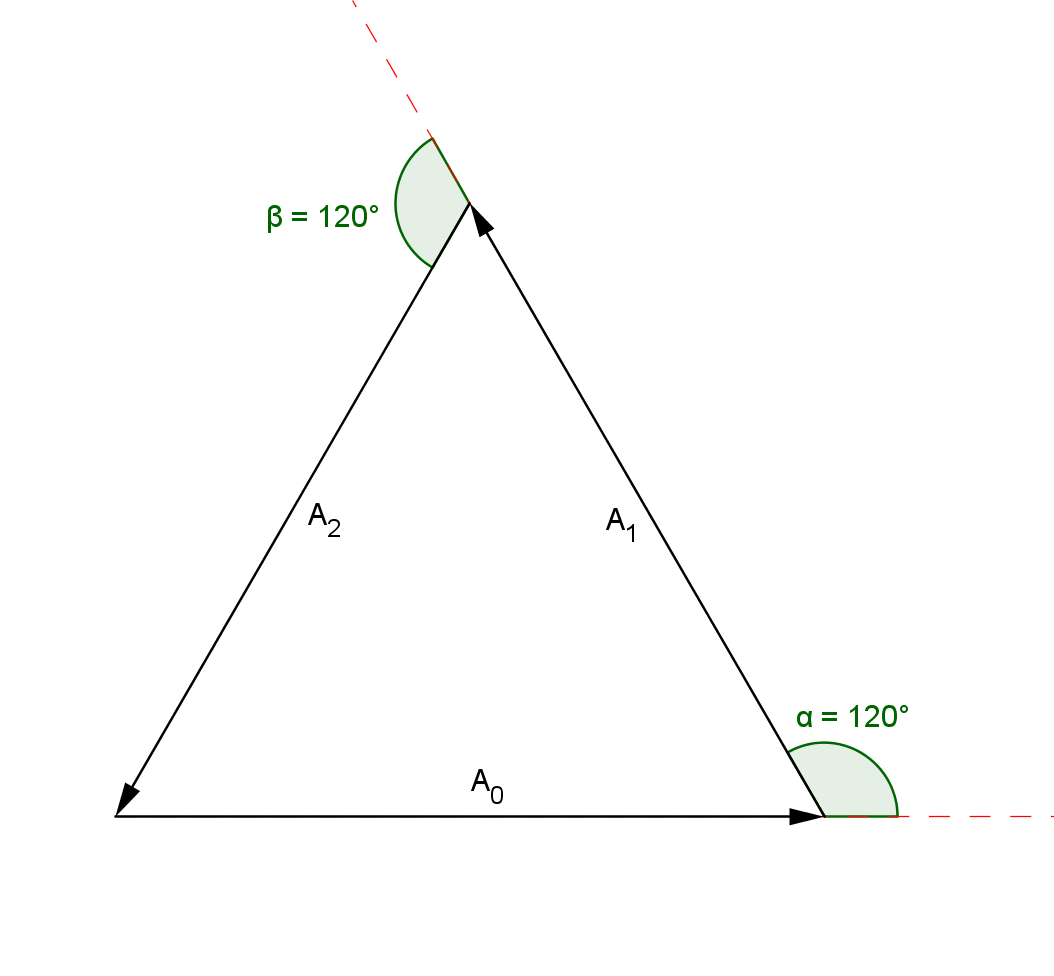
三波发生完全相消干涉的相量图

在物理学中，当正弦波发生相长或相消干涉时，可被视为相量加法。若将3个大小相当的矢量首尾相接，得到的是一个等边三角形，因此每2个相量间的夹角是120°（2π/3弧度），即波长的三分之一λ/3。因此每一波形之间的相位差必须为120°时，正弦波才能发生完全相消干涉，而这种相位条件与三相交流电是相同的。用公式可表示为：
{\displaystyle \cos(\omega t)+\cos(\omega t+{\frac {2\pi }{3}})+\cos(\omega t+{\frac {4\pi }{3}})=0\,}。
在三个波相消干涉的情况下，第一个波和第三个波的相位相差240°，而两个波发生相消干涉的条件是相位相差180°时。若多个波进行相消干涉，第一个相量和最後一个相量几乎平行。这意味着对於多个波源的情况，第一个波和最後一个波发生相消干涉的条件是相位相差360°，即一个全波长{\displaystyle \lambda }。因此，单缝衍射的极小值位置是光程差为全波长的位置。

### 相量图
电机工程师、电子工程师、电气工程师以及飞机工程师都使用相量图使複常数和相量变量可视化。与矢量一样，在图纸或计算机中都用箭头代表相量。相量可以用指数形式或极坐标形式表示，各有优点。

## 电路定律
用相量法表示正弦交流电後，就可以将直流电路的分析方法直接用於分析交流电路，这些基本定律如下：
- 欧姆定律：V=IZ，其中Z是複阻抗。
- 在交流电路中，有功功率P表示输入电路的平均功率，无功功率Q是使电路内电场与磁场进行能量交换而需要的电功率，不对外做功。这样我们可以定义複功率S=P+jQ，其幅值就是视在功率。由此，由相量表示的複功率为：S=VI *，其中I *是I 的共軛複數）。
- 基爾霍夫電路定律的複数形式也可用於相量计算中。

由以上定律，我们可以使用相量法进行阻性电路分析，可分析包含电阻、电容和电感的单一频率交流电路。分析多频率线性交流电路和不同波形的交流电路时，可以先将电路化为正弦波分量的组合（由叠加定理满足），然後对每一频率情况的正弦波进行分析，找出电压和电流。

## 电力工程
在三相交流电力系统的分析中，通常会有一组相量被定义为3个複单位立方根，并以图表示为角0°、120°以及240°处的单位幅值。将多相交流电路的量化为相量後，平衡电路可被化简，而非平衡电路可被当作对称电路的代数组合。这种方法简化了电学计算中计算电压降、功率流以及短路电流所需的工作。在电力系统分析中，相位角的单位常为度，而幅值大小則通常是以方均值而不是峰值来定義。
同步相量技术中使用数字式仪表来测量相量，先进的测量设备包括同步相量测量装置（PMU），能直接即刻测得某节点的相量，不需要花费时间进行大量的计算。在输电系统中，相量一般被广泛地认为是表示输电系统电压。相量的微小变化是功率流和系统稳定性的灵敏指示参数。

## 脚注
1. ↑  
  - j是虚数单位（{\displaystyle j^{2}=-1}）。
  - 虚数单位用j表示是電機工程學中的用法，而在数学中则一般用i表示虚数单位。
2. ↑  可由{\displaystyle {\frac {d}{dt}}(e^{j\omega t})=j\omega e^{j\omega t}}得出，表明複指数是微分运算的本征函数。
3. ↑  
证明：
| {\displaystyle {\frac {d\ \operatorname {Re} \{V_{c}\cdot e^{j\omega t}\}}{dt}}+{\frac {1}{RC}}\operatorname {Re} \{V_{c}\cdot e^{j\omega t}\}={\frac {1}{RC}}\operatorname {Re} \{V_{s}\cdot e^{j\omega t}\}} |  | 式1 |

由於对所有{\displaystyle t\,}，更清楚地说是所有{\displaystyle t-{\frac {\pi }{2\omega }},\,}，上式均成立，因此下式同样成立：

| {\displaystyle {\frac {d\ \operatorname {Im} \{V_{c}\cdot e^{j\omega t}\}}{dt}}+{\frac {1}{RC}}\operatorname {Im} \{V_{c}\cdot e^{j\omega t}\}={\frac {1}{RC}}\operatorname {Im} \{V_{s}\cdot e^{j\omega t}\}} |  | 式2 |

更显而易见的关系如下述方程所示：

{\displaystyle {\frac {d\ \operatorname {Re} \{V_{c}\cdot e^{j\omega t}\}}{dt}}=\operatorname {Re} \left\{{\frac {d\left(V_{c}\cdot e^{j\omega t}\right)}{dt}}\right\}=\operatorname {Re} \left\{j\omega V_{c}\cdot e^{j\omega t}\right\}}
{\displaystyle {\frac {d\ \operatorname {Im} \{V_{c}\cdot e^{j\omega t}\}}{dt}}=\operatorname {Im} \left\{{\frac {d\left(V_{c}\cdot e^{j\omega t}\right)}{dt}}\right\}=\operatorname {Im} \left\{j\omega V_{c}\cdot e^{j\omega t}\right\}}

将以上二式代入式1和式2，然後令式2乘以{\displaystyle j\,}，最後将式1和乘{\displaystyle j\,}後的式2相加，得到：

{\displaystyle j\omega V_{c}\cdot e^{j\omega t}+{\frac {1}{RC}}V_{c}\cdot e^{j\omega t}={\frac {1}{RC}}V_{s}\cdot e^{j\omega t}}
{\displaystyle \left(j\omega V_{c}+{\frac {1}{RC}}V_{c}={\frac {1}{RC}}V_{s}\right)\cdot e^{j\omega t}}
{\displaystyle j\omega V_{c}+{\frac {1}{RC}}V_{c}={\frac {1}{RC}}V_{s}}

证毕。